# سات رع (مربية حتشبسوت)
سات رع، أو كما تُعرف ببساطة إن او إنيت، كانت المربية الملكية للملكة حتشبسوت. وعلى الرغم من عدم انتمائها للأسرة الملكية، فقد دفنت في وادي الملوك. تم العثور على موميائها، التي يشار إليها بـ KV60B، في تابوت خشبي متضرر بشدة في المقبرة 60، والتي تقع بالقرب من المقبرة 20، مقبرة حتشبسوت ووالدها تحتمس الأول.
النقش الموجود على التابوت يقول: "المربية الملكية العظيمة، إن، صادقة الصوت" (ور شدت نفرو نيسوت إن ماعت خرو). التابوت والمومياء تم نقلهما إلى المتحف المصري في القاهرة بواسطة إدوارد ر. إيرتون، الذي فحص القبر بعد هوارد كارتر، في عام 1906. ومع ذلك، لم يتم إدراجهما في جرد المتحف حتى عام 1916 (TR24.12.16.1، SR 7/23510(b).
في إطار مشروع فيلم لقناة ديسكفري، تم فحص عدة مومياوات من وادي الملوك باستخدام التصوير المقطعي المحوسب تحت إشراف زاهي حواس في عام 2007، بما في ذلك مومياء سات رع. كانت المومياء وتابوتها في المتحف المصري، ولكن كان يجب البحث عنهما أولاً. فلم تكن هناك صور للمومياء حتى ذلك الحين.
أظهرت الفحوصات أنها كانت محنطة بعناية فائقة وملفوفة بكتان ناعم. وقدر طول جسدها بحوالي 1.50 متر. ووفقاً للشعر الموجود في التابوت، كان لديها شعر طويل أحمر متموج. لم تُذكر أي تفاصيل حول الأمراض المحتملة أو سبب الوفاة. تُعرف سات رع أيضاً من لوحة حجر رملي عُثر عليها في الدير البحري (JE 56264)، والتي توجد الآن في المتحف المصري بالقاهرة. تُظهر هذه اللوحة المربية وهي تحتضن حتشبسوت الصغيرة في حجرها، التي تبدو كـ"بالغة صغيرة" بدلاً من طفلة.
مومياء مربية حتشبسوت والمومياء الأخرى التي وُجدت في KV60 والمعروفة باسم KV60A والتي يُعتقد أنها لحتشبسوت معروضة الآن في المتحف المصري بالقاهرة.

## الأدبيات
- زاهي حواس، سحر سليم: فحص الفراعنة: التصوير المقطعي لمومياوات الملوك الجدد. الجامعة الأمريكية، القاهرة 2014، ISBN 978-977-416-673-0، ص. 58.

## الروابط الخارجية
- مشروع خرائط طيبة: نسخة محفوظة [Date missing], at www.thebanmappingproject.com